# Đội tuyển bóng đá quốc gia Tahiti
Đội tuyển bóng đá quốc gia Tahiti (tiếng Pháp: Équipe de football de Tahiti; tiếng Tahiti: Te pŭpŭ tu'e popo a te fenua Tahiti) đại diện cho Polynesia thuộc Pháp trong bóng đá nam quốc tế và được Liên đoàn Bóng đá Tahiti quản lý. Đội tuyển gồm các cầu thủ đến từ Polynesia thuộc Pháp, bao gồm cả Tahiti; họ đã tham gia Liên đoàn Bóng đá châu Đại Dương (OFC) từ năm 1990.
Tahiti vốn là một trong những nền bóng đá mạnh hơn ở các đảo Thái Bình Dương, có thành tích tốt thứ hai tại Đại hội Thể thao Thái Bình Dương với 5 HCV. Họ từng 3 lần giành ngôi á quân tại các kỳ Cúp bóng đá châu Đại Dương (1973, 1980, 1996). Đến năm 2012, Tahiti lần đầu tiên vô địch giải đấu, trở thành đội bóng ngoài Úc và New Zealand đầu tiên giành danh hiệu này. Thành tích đó giúp họ giành quyền dự Cúp Liên đoàn các châu lục FIFA 2013 tổ chức tại Brasil.

## Lịch sử
Tahiti thi đấu trận quốc tế trọn vẹn đầu tiên vào ngày 21 tháng 9 năm 1952 trên sân nhà gặp New Zealand và hòa 2–2. Bảy ngày sau, hai đội tái đấu và New Zealand thắng 5–3. Ngày 30 tháng 9, họ gặp nhau lần thứ ba và Tahiti giành chiến thắng 2–0 — đây có thể là trận thắng quốc tế đầu tiên, nhưng chưa rõ có được công nhận chính thức hay không.
Tháng 9 năm 1953, Tahiti đá ba trận tại New Caledonia với đội tuyển quốc gia nước này, thua trận đầu 0–5 và thua hai trận sau 1–4. Sau đó họ đến Tân Hebrides (nay là Vanuatu) và thắng đội chủ nhà 4–2 trong cả hai trận. Năm 1969, nhà vô địch thế giới Anh đá giao hữu và thắng Tahiti 4–1. Năm 1989, dưới sự lãnh đạo của Napoleon Spitz, liên đoàn bóng đá chính thức được thành lập.
Tahiti tham dự vòng loại World Cup lần đầu với mục tiêu dự World Cup 1994 tại Mỹ. Họ ở bảng A cùng Úc và Quần đảo Solomon. Trận đầu, ngày 11 tháng 7 năm 1992, Tahiti hòa 1–1 trên sân Quần đảo Solomon , bàn gỡ do Eric Etaeta ghi phút 76. Ngày 11 tháng 9, họ thua Úc 0–3 trên sân nhà Papeete. Trận lượt về ở Brisbane, ngày 20 tháng 9, Tahiti thua 0–2. Ngày 9 tháng 10, tại Papeete, họ thắng Quần đảo Solomon 4–2, bàn mở tỉ số do Reynald Temarii — một chính trị gia và Chủ tịch OFC hiện tại — ghi từ chấm phạt đền phút thứ 8. Chung cuộc, Tahiti đứng thứ hai sau Úc và bị loại.

### Cúp bóng đá châu Đại Dương OFC 2012
Năm 2012, giải được tổ chức tại Quần đảo Solomon với sự góp mặt của đội chủ nhà, New Zealand, New Caledonia, Vanuatu, Tahiti, Fiji, Papua New Guinea và Samoa (thắng vòng loại). Tahiti thắng New Caledonia 1–0 ở chung kết tại sân Lawson Tama, bàn do Steevy Chong Hue ghi, và trở thành đội ngoài Úc và New Zealand đầu tiên vô địch châu Đại Dương. 

### Cúp Liên đoàn các châu lục 2013

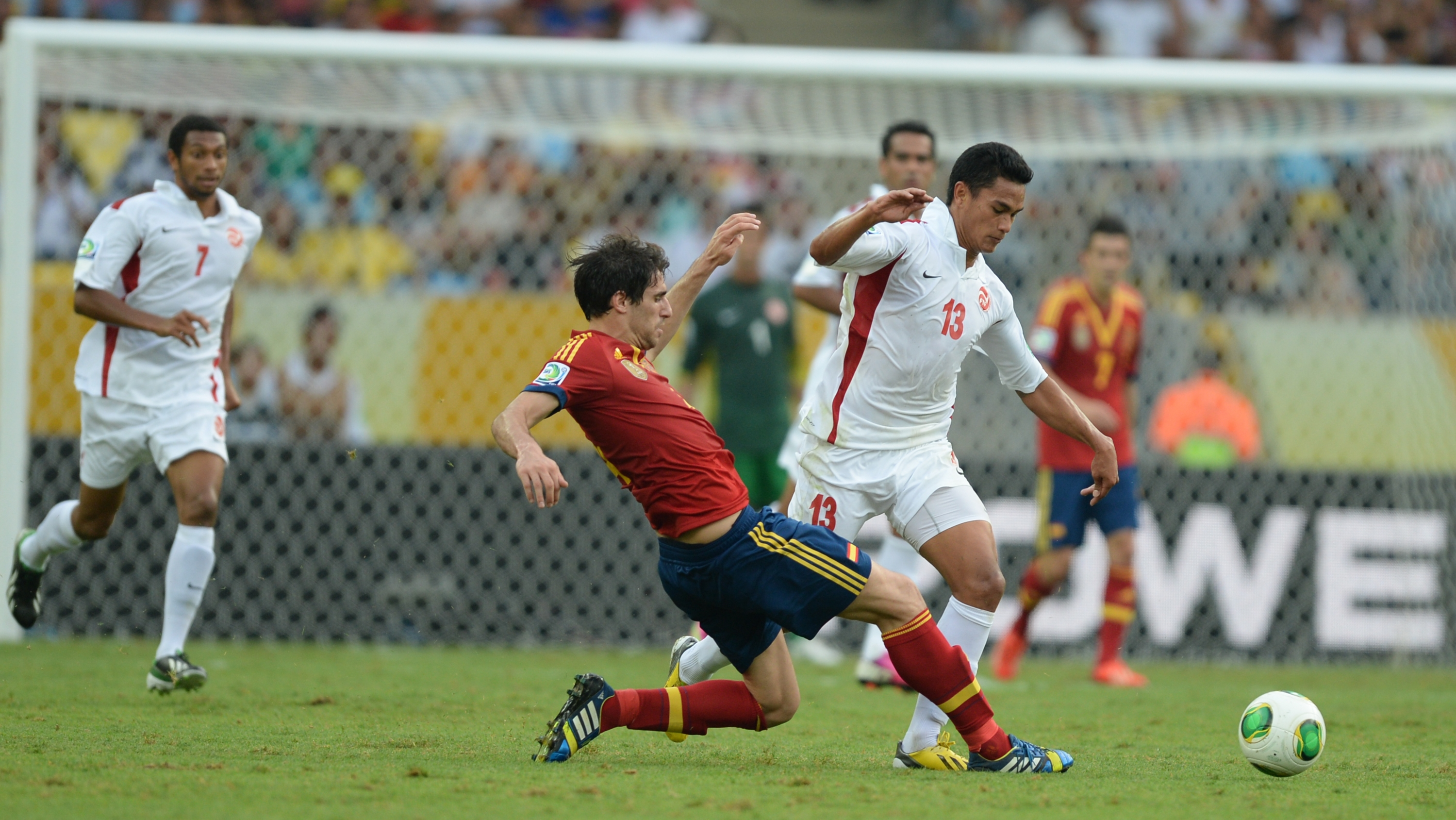
Các cầu thủ Tahiti đang thi đấu với đội tuyển Tây Ban Nha – nhà vô địch World Cup 2010.

Nhờ chức vô địch Cúp bóng đá châu Đại Dương 2012, Tahiti giành vé dự Cúp Liên đoàn các châu lục 2013 tại Brasil. Ngày 17 tháng 6 năm 2013, họ thua Nigeria 1–6 ở Belo Horizonte, bàn danh dự do Jonathan Tehau ghi bằng cú đánh đầu từ quả phạt góc trong hiệp hai; các CĐV Tahiti vẫn vui mừng vì được ghi bàn tại một giải quốc tế. Ngày 20 tháng 6, Tahiti thua Tây Ban Nha 0–10, san bằng trận thua đậm nhất lịch sử (trước New Zealand, 9 năm trước). Ngày 23 tháng 6, Tahiti thua Uruguay 0–8.
Tổng cộng, Tahiti thủng lưới 24 bàn và chỉ ghi được 1 bàn, hiệu số -23, tệ nhất lịch sử ở một giải đấu lớn. Tuy nhiên, với tinh thần thi đấu kiên cường của “kẻ chiếu dưới”, họ nhận được nhiều thiện cảm từ người dân Brasil, những người luôn cổ vũ cho Tahiti ở mọi trận. HLV Tây Ban Nha Vicente del Bosque cùng tiền đạo Fernando Torres và David Villa (người lần lượt ghi 4 và 3 bàn vào lưới Tahiti) cũng dành lời khen cho tinh thần fair-play của đội.

### Vòng loại World Cup 2022
Sau hai trận bị hủy vì COVID-19, Tahiti trở lại vòng loại World Cup tại Qatar. “Toa Aito” (biệt danh của đội tuyển) thua Quần đảo Solomon và đứng thứ hai bảng A. Quần đảo Solomon mở tỉ số phút 20, Tahiti gỡ hòa ở phút 26 nhờ bàn của Alvin Tehau. Sau giờ nghỉ, Quần đảo Solomon lại dẫn trước bằng pha phản công nhanh, rồi ấn định tỉ số 3–1 vào cuối trận.

## Danh hiệu
- Cúp bóng đá châu Đại Dương:

Vô địch (1): 2012
Á quân (3): 1973; 1980; 1996
Hạng ba (2): 2002, 2024
- Bóng đá nam tại Pacific Games:

 1966
 1969; 1987
 1963

## Thành tích tại các giải đấu

### Giải vô địch bóng đá thế giới
| Vòng chung kết | Vòng chung kết               | Vòng chung kết                  | Vòng chung kết                  | Vòng chung kết                  | Vòng chung kết                  | Vòng chung kết                  | Vòng chung kết                  | Vòng chung kết                  | Vòng chung kết                  |                                 | Vòng loại                       | Vòng loại                       | Vòng loại                       | Vòng loại                       | Vòng loại                       | Vòng loại |
| Năm            | Chủ nhà                      | Kết quả                         | Hạng                            | ST                              | T                               | H                               | B                               | BT                              | BB                              | ST                              | T                               | H                               | B                               | BT                              | BB                              |           |
| -------------- | ---------------------------- | ------------------------------- | ------------------------------- | ------------------------------- | ------------------------------- | ------------------------------- | ------------------------------- | ------------------------------- | ------------------------------- | ------------------------------- | ------------------------------- | ------------------------------- | ------------------------------- | ------------------------------- | ------------------------------- | --------- |
| 1930 đến 1954  | 1930 đến 1954                | Không phải có đại diện quốc gia | Không phải có đại diện quốc gia | Không phải có đại diện quốc gia | Không phải có đại diện quốc gia | Không phải có đại diện quốc gia | Không phải có đại diện quốc gia | Không phải có đại diện quốc gia | Không phải có đại diện quốc gia | Không phải có đại diện quốc gia | Không phải có đại diện quốc gia | Không phải có đại diện quốc gia | Không phải có đại diện quốc gia | Không phải có đại diện quốc gia | Không phải có đại diện quốc gia |           |
| 1958 đến 1990  | 1958 đến 1990                | Không phải thành viên FIFA      | Không phải thành viên FIFA      | Không phải thành viên FIFA      | Không phải thành viên FIFA      | Không phải thành viên FIFA      | Không phải thành viên FIFA      | Không phải thành viên FIFA      | Không phải thành viên FIFA      | Không phải thành viên FIFA      | Không phải thành viên FIFA      | Không phải thành viên FIFA      | Không phải thành viên FIFA      | Không phải thành viên FIFA      | Không phải thành viên FIFA      |           |
| 1994           | Hoa Kỳ                       | Không vượt qua vòng loại        | Không vượt qua vòng loại        | Không vượt qua vòng loại        | Không vượt qua vòng loại        | Không vượt qua vòng loại        | Không vượt qua vòng loại        | Không vượt qua vòng loại        | Không vượt qua vòng loại        | 4                               | 1                               | 1                               | 2                               | 5                               | 8                               |           |
| 1998           | Pháp                         | Không vượt qua vòng loại        | Không vượt qua vòng loại        | Không vượt qua vòng loại        | Không vượt qua vòng loại        | Không vượt qua vòng loại        | Không vượt qua vòng loại        | Không vượt qua vòng loại        | Không vượt qua vòng loại        | 4                               | 0                               | 1                               | 3                               | 2                               | 12                              |           |
| 2002           | Hàn Quốc Nhật Bản            | Không vượt qua vòng loại        | Không vượt qua vòng loại        | Không vượt qua vòng loại        | Không vượt qua vòng loại        | Không vượt qua vòng loại        | Không vượt qua vòng loại        | Không vượt qua vòng loại        | Không vượt qua vòng loại        | 4                               | 3                               | 0                               | 1                               | 14                              | 6                               |           |
| 2006           | Đức                          | Không vượt qua vòng loại        | Không vượt qua vòng loại        | Không vượt qua vòng loại        | Không vượt qua vòng loại        | Không vượt qua vòng loại        | Không vượt qua vòng loại        | Không vượt qua vòng loại        | Không vượt qua vòng loại        | 9                               | 3                               | 3                               | 3                               | 7                               | 25                              |           |
| 2010           | Nam Phi                      | Không vượt qua vòng loại        | Không vượt qua vòng loại        | Không vượt qua vòng loại        | Không vượt qua vòng loại        | Không vượt qua vòng loại        | Không vượt qua vòng loại        | Không vượt qua vòng loại        | Không vượt qua vòng loại        | 4                               | 1                               | 1                               | 2                               | 2                               | 6                               |           |
| 2014           | Brasil                       | Không vượt qua vòng loại        | Không vượt qua vòng loại        | Không vượt qua vòng loại        | Không vượt qua vòng loại        | Không vượt qua vòng loại        | Không vượt qua vòng loại        | Không vượt qua vòng loại        | Không vượt qua vòng loại        | 11                              | 6                               | 0                               | 5                               | 22                              | 17                              |           |
| 2018           | Nga                          | Không vượt qua vòng loại        | Không vượt qua vòng loại        | Không vượt qua vòng loại        | Không vượt qua vòng loại        | Không vượt qua vòng loại        | Không vượt qua vòng loại        | Không vượt qua vòng loại        | Không vượt qua vòng loại        | 7                               | 3                               | 2                               | 2                               | 14                              | 7                               |           |
| 2022           | Qatar                        | Không vượt qua vòng loại        | Không vượt qua vòng loại        | Không vượt qua vòng loại        | Không vượt qua vòng loại        | Không vượt qua vòng loại        | Không vượt qua vòng loại        | Không vượt qua vòng loại        | Không vượt qua vòng loại        | 2                               | 0                               | 0                               | 2                               | 1                               | 4                               |           |
| 2026           | Canada Mexico Hoa Kỳ         | Không vượt qua vòng loại        | Không vượt qua vòng loại        | Không vượt qua vòng loại        | Không vượt qua vòng loại        | Không vượt qua vòng loại        | Không vượt qua vòng loại        | Không vượt qua vòng loại        | Không vượt qua vòng loại        | 4                               | 2                               | 0                               | 2                               | 5                               | 6                               |           |
| 2030           | Maroc Bồ Đào Nha Tây Ban Nha | Chưa xác định                   | Chưa xác định                   | Chưa xác định                   | Chưa xác định                   | Chưa xác định                   | Chưa xác định                   | Chưa xác định                   | Chưa xác định                   | Chưa xác định                   | Chưa xác định                   | Chưa xác định                   | Chưa xác định                   | Chưa xác định                   | Chưa xác định                   |           |
| 2034           | Ả Rập Xê Út                  | Chưa xác định                   | Chưa xác định                   | Chưa xác định                   | Chưa xác định                   | Chưa xác định                   | Chưa xác định                   | Chưa xác định                   | Chưa xác định                   | Chưa xác định                   | Chưa xác định                   | Chưa xác định                   | Chưa xác định                   | Chưa xác định                   | Chưa xác định                   |           |
| Tổng           | Tổng                         |                                 | 0/9                             |                                 |                                 |                                 |                                 |                                 |                                 | 49                              | 19                              | 8                               | 22                              | 72                              | 91                              |           |

### Cúp Liên đoàn các châu lục
| Năm       | Thành tích                         | Thứ hạng                           | ST                                 | T                                  | H                                  | B                                  | BT                                 | BB                                 |
| --------- | ---------------------------------- | ---------------------------------- | ---------------------------------- | ---------------------------------- | ---------------------------------- | ---------------------------------- | ---------------------------------- | ---------------------------------- |
| 1992      | Không có đại diện OFC nào được mời | Không có đại diện OFC nào được mời | Không có đại diện OFC nào được mời | Không có đại diện OFC nào được mời | Không có đại diện OFC nào được mời | Không có đại diện OFC nào được mời | Không có đại diện OFC nào được mời | Không có đại diện OFC nào được mời |
| 1995      | Không có đại diện OFC nào được mời | Không có đại diện OFC nào được mời | Không có đại diện OFC nào được mời | Không có đại diện OFC nào được mời | Không có đại diện OFC nào được mời | Không có đại diện OFC nào được mời | Không có đại diện OFC nào được mời | Không có đại diện OFC nào được mời |
| 1997      | Không giành quyền tham dự          | Không giành quyền tham dự          | Không giành quyền tham dự          | Không giành quyền tham dự          | Không giành quyền tham dự          | Không giành quyền tham dự          | Không giành quyền tham dự          | Không giành quyền tham dự          |
| 1999      | Không giành quyền tham dự          | Không giành quyền tham dự          | Không giành quyền tham dự          | Không giành quyền tham dự          | Không giành quyền tham dự          | Không giành quyền tham dự          | Không giành quyền tham dự          | Không giành quyền tham dự          |
| 2001      | Không giành quyền tham dự          | Không giành quyền tham dự          | Không giành quyền tham dự          | Không giành quyền tham dự          | Không giành quyền tham dự          | Không giành quyền tham dự          | Không giành quyền tham dự          | Không giành quyền tham dự          |
| 2003      | Không giành quyền tham dự          | Không giành quyền tham dự          | Không giành quyền tham dự          | Không giành quyền tham dự          | Không giành quyền tham dự          | Không giành quyền tham dự          | Không giành quyền tham dự          | Không giành quyền tham dự          |
| 2005      | Không giành quyền tham dự          | Không giành quyền tham dự          | Không giành quyền tham dự          | Không giành quyền tham dự          | Không giành quyền tham dự          | Không giành quyền tham dự          | Không giành quyền tham dự          | Không giành quyền tham dự          |
| 2009      | Không giành quyền tham dự          | Không giành quyền tham dự          | Không giành quyền tham dự          | Không giành quyền tham dự          | Không giành quyền tham dự          | Không giành quyền tham dự          | Không giành quyền tham dự          | Không giành quyền tham dự          |
| 2013      | Vòng bảng                          | 8th                                | 3                                  | 0                                  | 0                                  | 3                                  | 1                                  | 24                                 |
| 2017      | Không giành quyền tham dự          | Không giành quyền tham dự          | Không giành quyền tham dự          | Không giành quyền tham dự          | Không giành quyền tham dự          | Không giành quyền tham dự          | Không giành quyền tham dự          | Không giành quyền tham dự          |
| Tổng cộng | 1/10 Vòng bảng                     | 1/10 Vòng bảng                     | 3                                  | 0                                  | 0                                  | 3                                  | 1                                  | 24                                 |

### Cúp bóng đá châu Đại Dương
| Cúp bóng đá châu Đại Dương | Cúp bóng đá châu Đại Dương | Cúp bóng đá châu Đại Dương | Cúp bóng đá châu Đại Dương | Cúp bóng đá châu Đại Dương | Cúp bóng đá châu Đại Dương | Cúp bóng đá châu Đại Dương | Cúp bóng đá châu Đại Dương | Cúp bóng đá châu Đại Dương |
| Năm                        | Thành tích                 | Thứ hạng                   | ST                         | T                          | H                          | B                          | BT                         | BB                         |
| -------------------------- | -------------------------- | -------------------------- | -------------------------- | -------------------------- | -------------------------- | -------------------------- | -------------------------- | -------------------------- |
| 1973                       | Á quân                     | 2nd                        | 5                          | 2                          | 2                          | 1                          | 7                          | 4                          |
| 1980                       | Á quân                     | 2nd                        | 4                          | 3                          | 0                          | 1                          | 23                         | 9                          |
| 1996                       | Á quân                     | 2nd                        | 4                          | 2                          | 0                          | 2                          | 3                          | 12                         |
| 1998                       | Hạng tư                    | 4th                        | 4                          | 1                          | 0                          | 3                          | 8                          | 10                         |
| 2000                       | Vòng bảng                  | 5th                        | 2                          | 0                          | 0                          | 2                          | 2                          | 5                          |
| 2002                       | Hạng ba                    | 3rd                        | 5                          | 3                          | 0                          | 2                          | 8                          | 9                          |
| 2004                       | Vòng bảng                  | 5th                        | 5                          | 1                          | 1                          | 3                          | 2                          | 24                         |
| 2008                       | Không vượt qua vòng loại   | Không vượt qua vòng loại   | Không vượt qua vòng loại   | Không vượt qua vòng loại   | Không vượt qua vòng loại   | Không vượt qua vòng loại   | Không vượt qua vòng loại   | Không vượt qua vòng loại   |
| 2012                       | Vô địch                    | 1st                        | 5                          | 5                          | 0                          | 0                          | 20                         | 5                          |
| 2016                       | Vòng bảng                  | 5th                        | 3                          | 1                          | 2                          | 0                          | 7                          | 3                          |
| 2024                       | Hạng ba                    | 3rd                        | 5                          | 2                          | 1                          | 2                          | 5                          | 8                          |
| Tổng cộng                  | 10/11 1 lần vô địch        | 10/11 1 lần vô địch        | 42                         | 20                         | 6                          | 16                         | 85                         | 89                         |

### Đại hội Thể thao Thái Bình Dương
| Đại hội Thể thao Thái Bình Dương | Đại hội Thể thao Thái Bình Dương | Đại hội Thể thao Thái Bình Dương | Đại hội Thể thao Thái Bình Dương | Đại hội Thể thao Thái Bình Dương | Đại hội Thể thao Thái Bình Dương | Đại hội Thể thao Thái Bình Dương | Đại hội Thể thao Thái Bình Dương | Đại hội Thể thao Thái Bình Dương |
| Năm                              | Thành tích                       | Thứ hạng                         | ST                               | T                                | H                                | B                                | BT                               | BB                               |
| -------------------------------- | -------------------------------- | -------------------------------- | -------------------------------- | -------------------------------- | -------------------------------- | -------------------------------- | -------------------------------- | -------------------------------- |
| 1963                             | Hạng ba                          | 3rd                              | 2                                | 1                                | 0                                | 1                                | 19                               | 2                                |
| 1966                             | Vô địch                          | 1st                              | 4                                | 4                                | 0                                | 0                                | 14                               | 3                                |
| 1969                             | Á quân                           | 2nd                              | 5                                | 3                                | 1                                | 1                                | 19                               | 7                                |
| 1971                             | Hạng ba                          | 3rd                              | 4                                | 2                                | 1                                | 1                                | 41                               | 5                                |
| 1975                             | Vô địch                          | 1st                              | 5                                | 4                                | 0                                | 1                                | 12                               | 6                                |
| 1979                             | Vô địch                          | 1st                              | 5                                | 5                                | 0                                | 0                                | 33                               | 2                                |
| 1983                             | Vô địch                          | 1st                              | 5                                | 5                                | 0                                | 0                                | 25                               | 2                                |
| 1987                             | Á quân                           | 2nd                              | 5                                | 3                                | 1                                | 1                                | 9                                | 4                                |
| 1991                             | Vòng bảng                        | 6th                              | 3                                | 1                                | 0                                | 2                                | 15                               | 5                                |
| 1995                             | Vô địch                          | 1st                              | 6                                | 6                                | 0                                | 0                                | 35                               | 2                                |
| 2003                             | Hạng tư                          | 4th                              | 6                                | 3                                | 0                                | 3                                | 25                               | 7                                |
| 2007                             | Vòng bảng                        | 6th                              | 4                                | 1                                | 1                                | 2                                | 2                                | 6                                |
| 2011                             | Hạng ba                          | 3rd                              | 6                                | 3                                | 1                                | 2                                | 28                               | 9                                |
| 2015                             | Á quân                           | 2nd                              | 5                                | 3                                | 1                                | 1                                | 34                               | 4                                |
| 2019                             | Vòng bảng                        | 5th                              | 5                                | 3                                | 0                                | 2                                | 19                               | 6                                |
| 2023                             | Hạng năm                         | 5th                              | 4                                | 3                                | 1                                | 0                                | 9                                | 1                                |
| Tổng cộng                        | 16/16 5 lần vô địch              | 16/16 5 lần vô địch              | 74                               | 50                               | 7                                | 17                               | 339                              | 71                               |

## Đội hình
Các cầu thủ sau đây đã được triệu tập cho trận đấu vòng loại FIFA World Cup 2026 gặp New Caledonia vào ngày 21 tháng 3 năm 2025.
Số lần ra sân và bàn thắng được cập nhật chính xác đến ngày 21 tháng 3 năm 2025, sau trận đấu với New Caledonia.

| Số | VT | Cầu thủ            | Ngày sinh (tuổi)  | Trận | Bàn | Câu lạc bộ               |
| -- | -- | ------------------ | ----------------- | ---- | --- | ------------------------ |
| 1  | TM | Tevaearai Tamatai  | 15 tháng 1, 2001  | 0    | 0   | Vénus                    |
| 16 | TM | Teave Teamotuaitau | 17 tháng 4, 1992  | 21   | 0   | Tefana                   |
| 23 | TM | François Decoret   | 10 tháng 3, 1999  | 4    | 0   | Pirae                    |
|    |    |                    |                   |      |     |                          |
| 2  | HV | Taumihau Tiatia    | 25 tháng 7, 1991  | 13   | 0   | Pirae                    |
| 3  | HV | Matatia Paama      | 3 tháng 10, 1992  | 22   | 1   | Pirae                    |
| 5  | HV | Pothin Poma        | 13 tháng 2, 1997  | 5    | 0   | Dragon                   |
| 6  | HV | Kévin Barbe        | 2 tháng 9, 1997   | 15   | 1   | Vénus                    |
| 12 | HV | Mauri Heitaa       | 31 tháng 7, 1999  | 10   | 0   | Vénus                    |
| 15 | HV | François Hapipi    | 10 tháng 3, 1999  | 10   | 0   | Fencibles United         |
| 17 | HV | Téva Lossec        | 3 tháng 12, 2002  | 13   | 1   | Campbell Fighting Camels |
| 21 | HV | Matéo Degrumelle   | 22 tháng 8, 2003  | 12   | 3   | Quevilly-Rouen           |
|    |    |                    |                   |      |     |                          |
| 4  | TV | Vahia Tetuaroa     | 5 tháng 1, 2000   | 0    | 0   | Vénus                    |
| 8  | TV | Roonui Tehau       | 15 tháng 12, 1999 | 12   | 1   | Vénus                    |
| 13 | TV | Frank Papaura      | 6 tháng 4, 2005   | 14   | 0   | Pueu                     |
| 14 | TV | Mana Teniau        | 15 tháng 1, 2005  | 0    | 0   | Vénus                    |
| 18 | TV | Tauhiti Keck       | 1 tháng 8, 1994   | 19   | 6   | Vénus                    |
| 19 | TV | Manoa Flores       | 9 tháng 11, 2005  | 0    | 0   | Vénus                    |
| 20 | TV | Victor Snow        | 27 tháng 10, 1991 | 3    | 0   | Tefana                   |
| 22 | TV | Manuarii Shan      | 23 tháng 2, 2004  | 12   | 0   | Vénus                    |
|    |    |                    |                   |      |     |                          |
| 7  | TĐ | Eddy Kaspard       | 27 tháng 5, 2001  | 15   | 4   | Tefana                   |
| 9  | TĐ | Benoît Mathon      | 5 tháng 4, 1989   | 4    | 2   | Union Saint-Jean         |
| 10 | TĐ | Teaonui Tehau      | 1 tháng 9, 1992   | 49   | 31  | Vénus                    |